# Ivonne Álvarez García
Ivonne Liliana Álvarez García (Monterrey, Nuevo León; 25 de abril de 1978) es una política mexicana. Ha sido diputada local del Congreso de Nuevo León, presidenta municipal de Guadalupe, Nuevo León y diputada federal del PRI en la Cámara de Diputados. Fue senadora de la República en la LXII Legislatura del H. Congreso de la Unión por el estado de Nuevo León.  Y candidata a la gubernatura del estado de Nuevo León por parte del Partido Revolucionario Institucional.

Es diputada Local del Distrito 1 local con sede en Monterrey, Nuevo León desde las elecciones estatales de 2021 y reelecta para el periodo del 2024 al 2027 en las elecciones estatales de 2024.

## Educación y vida personal
Nacida el 25 de abril de 1978 en el municipio de General Escobedo, Nuevo León, es hija del matrimonio formado por Nicolás Álvarez y Orfelinda García, quien es originaria del municipio de General Terán. Es la mayor de cuatro hermanos. Contrajo matrimonio con Mario Humberto Martínez Amaya.
Sus estudios universitarios los cursó en la Universidad Autónoma de Nuevo León, donde obtuvo en el 2005 la licenciatura en Derecho y Ciencias Sociales con cédula profesional 4523900.
Durante ocho años, colaboró en distintos proyectos en medios de comunicación. Fue conductora en distintos programas de televisión y radio en el Grupo Multimedios, en Monterrey, Nuevo León.
Tras enfrentar un largo proceso judicial en el año 2012, que llegó incluso a la Suprema Corte de Justicia de la Nación (SCJN), por haber dejado la presidencia municipal para contender en la elección de julio, en septiembre del mismo año asumió como Senadora.

## Cargos públicos

### Diputada local por Nuevo León
Desde septiembre del 2021 es Diputada Local en la LXXVI Legislatura del Congreso del Estado de Nuevo León
- Presidente del Congreso del Estado de Nuevo León
- Presidente del Comité de Administración
- Vicepresidente de la Comisión de Gobernación
- Secretaria de la Comisión de Medio Ambiente
- Vocal en la Comisión de Justicia y Seguridad
- Vocal en la Comisión de Legislación y Puntos Constitucionales
- Vocal en la Comisión de Presupuesto y Hacienda

### Diputada Federal por Nuevo León
Desde septiembre de 2018 a agosto de 2021 fue Diputada Federal por Nuevo León en la LXIV Legislatura.
- Oficial Mayor del Grupo Parlamentario del PRI
- Titular GP-PRI en el Comité de Administración
- Secretaria de la Comisión Jurisdiccional
- Integrante Comisión Gobernación y Población
- Integrante de la Comisión de Reglamentos y Prácticas Parlamentarias

### Senadora de la República
Desde el año 2015 al 2018 fue Senadora de la República en la LXII Legislatura del H. Congreso de la Unión por el estado de Nuevo León. Teniendo participación en las siguientes comisiones:
- Secretaria de la Comisión de Justicia
- Integrante de la Comisión de Seguridad Pública.
- Integrante de la Comisión de Puntos Constitucionales

### Diputada local por Nuevo León
A partir del año 2003 hasta el 2006 fue diputada local en la LXX Legislatura del Congreso del Estado de Nuevo León, representando al XVII distrito que cubre General Escobedo y la parte norte de General Escobedo y parte norte de San Nicolás de los Garza. Durante esos tres años tuvo la siguiente participación en comisiones:
- Presidente de la comisión de Equidad y Género.[9]
- Integrante de la comisión de Legislación y Puntos Constitucionales.
- Integrante de la comisión de Salud y Grupos Vulnerables.
- Integrante de la comisión Desarrollo Social y Derechos Humanos.
- Integrante de la comisión de Equidad y Género.
- Integrante de la comisión Tercera de Hacienda.
- Integrante de la comisión de Desarrollo Municipal.

### DIF Municipal de Guadalupe
Desde el 2006 al 2009 fue directora general del DIF Municipal en el municipio de Guadalupe, Nuevo León.

### Presidencia municipal de Guadalupe
Fue presidente municipal de Guadalupe, cargo que ocupó desde el 31 de octubre de 2009 al 21 de marzo de 2012. Pide licencia de su cargo para competir en las elecciones federales del 2012 por el cargo al Senado de la República, representando a Nuevo León en fórmula con la también candidata Marcela Guerra.
Como presidente municipal de Guadalupe llevó a cabo acciones de depuración en las áreas de Seguridad Pública y Tránsito para erradicar la corrupción y la delincuencia organizada. Impulsó la Militarización de la Secretaría de Seguridad Pública. Durante su mandato procedió a despedir a 700 elementos de la policía municipal de los cuales 90 elementos policiacos fueron procesados penalmente por estar involucrados con la delincuencia organizada.
Después de los destrozos causados por el paso del huracán Alex por Nuevo León, Ivonne Álvarez encabezó los trabajos de reconstrucción en el municipio de Guadalupe[cita requerida], donde resultaron con importantes afectaciones la colonia El Realito y la mayoría de los parques municipales.
En el área jurídica logra destrabar un caso con 15 años de antigüedad donde el expresidente municipal de Guadalupe, Ramiro Guerra, exigía una indemnización por 75 millones de pesos, logrando una rebaja considerable en las exigencias y finiquitando el caso que ponía en peligro las finanzas del municipio.
En su gobierno se aprobó la obra del Gran Parque Río La Silla y el Estadio de Fútbol de los Rayados del Monterrey.
Durante ese mismo período como alcaldesa fue nombrada presidente adjunta de la Federación Nacional de Municipios de México (FENAMM), para el Ejercicio 2010. Posteriormente nombrada presidente de la Comisión de Vinculación con los Congresos Locales de la FENAMM. Fue también vocal de la Asociación de Legisladoras Estatales, Federales y Regidoras “María Lavalle”, A.C.

### Senado de la República
Fue senadora de la República en la LXII Legislatura del Congreso de la Unión de México por el estado de Nuevo León, de agosto del 2012 al 12 de enero del 2015, dejando inconcluso su período de seis años. Durante su gestión como senadora de la República fue nombrada por el Grupo Parlamentario del Partido Revolucionario Institucional PRI en el Senado de México, como oficial mayor, cargo que ocupó desde noviembre del 2012 hasta enero de 2015. En el Senado perteneció a las siguientes comisiones:
- Seguridad Pública.
- Asuntos Fronterizos Norte
- Reglamentos y Prácticas Parlamentarias
- Igualdad de Género.

El día 3 de febrero de 2015 toma protesta la senadora suplente Mayela Quiroga Tamez para ocupar el cargo que dejó en el Senado Ivonne Álvarez.

## Controversias

### Licencia al cargo
El 20 de enero de 2012 solicitó licencia al cargo de Presidente Municipal para contender por la candidatura al Senado por su partido en las Elecciones de 2012, incumpliendo de esta manera su promesa de no renunciar al cargo para buscar otro de representación popular. Retomó su cargo el 8 de marzo debido a que una ciudadana, Dinorah Cantú Pedraza, pidió revocar ante un juez la licencia que el cabildo le había otorgado a la alcaldesa. Una vez reintegrada temporalmente en su cargo, solicitó una nueva licencia definitiva el 21 de marzo, incumpliendo la ordenanza de volver a regresar, asegurando que ya estaba registrada ante los órganos electorales. Compitió y ganó la elección al Senado de la república.